# Curtin University of Technology
Curtin University of Technology – australijska państwowa uczelnia z siedzibą w Perth, w założeniu o profilu przede wszystkim technicznym, choć posiadająca rozbudowaną ofertę dydaktyczną także w innych dziedzinach.
Powstała w 1986 r. na bazie istniejącego od 1966 Western Australian Institute of Technology. Patronem uczelni jest John Curtin, premier Australii w okresie II wojny światowej. Uniwersytet kształci ok. 40 000 studentów, w tym ok. 31,5 tysiąca na studiach licencjackich. Daje mu to pozycję największej pod względem liczebności szkoły wyższej w stanie Australia Zachodnia. Zatrudnia ok. 4500 pracowników naukowych.

## Struktura
Uczelnia dzieli się na pięć wydziałów (przy czym jeden z nich zwany jest oficjalnie centrum, a inny szkołą)
- Centrum Studiów Aborygeńskich
- Szkoła Biznesu im. Curtina
- Wydział Nauk o Zdrowiu
- Wydział Nauk Humanistycznych
- Wydział Nauk Ścisłych i Inżynierii

## Galeria

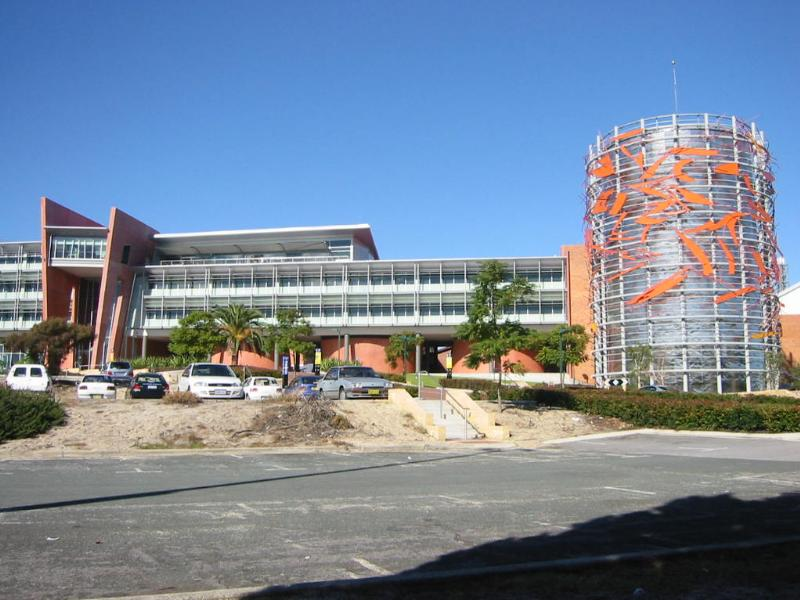
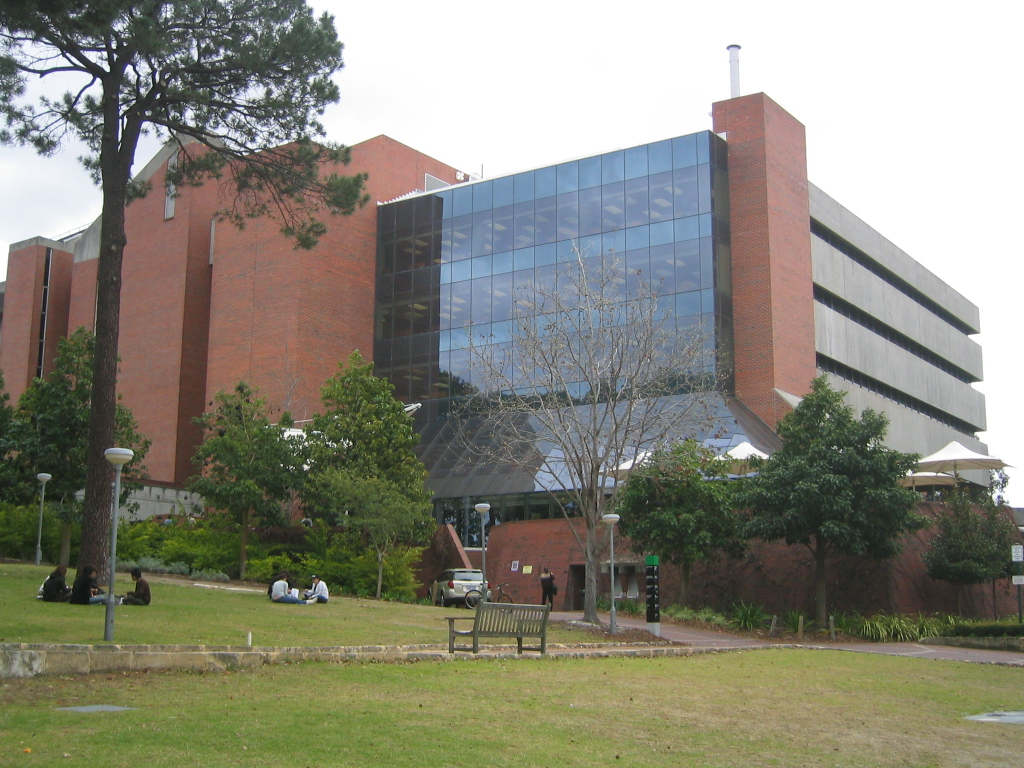
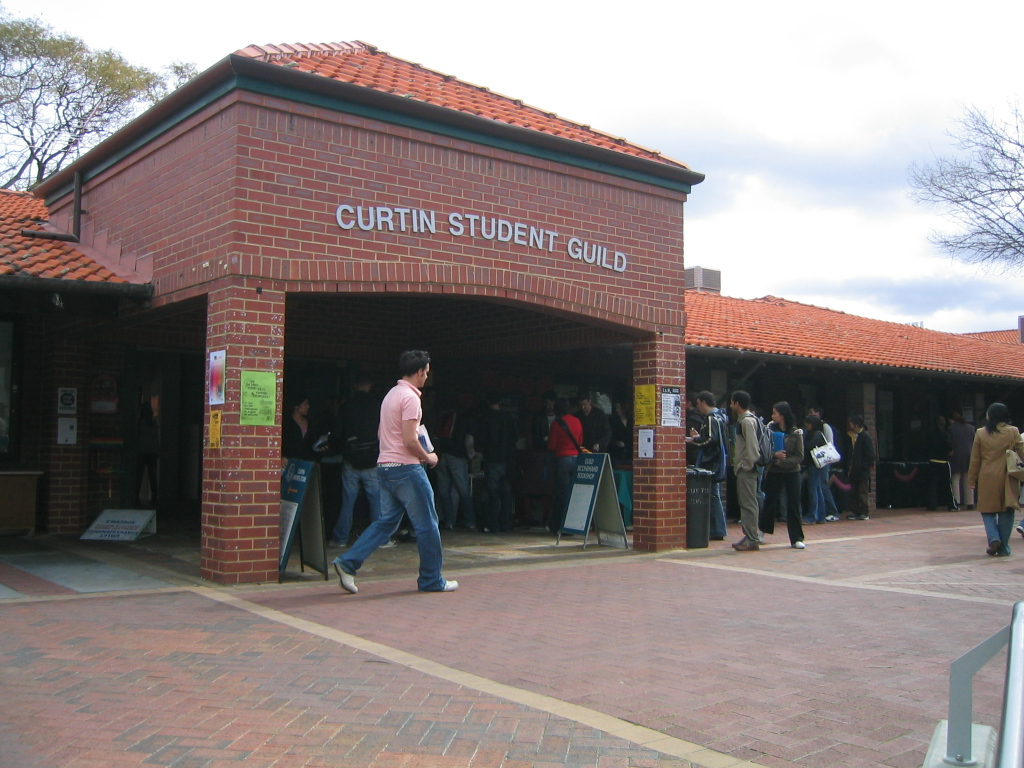
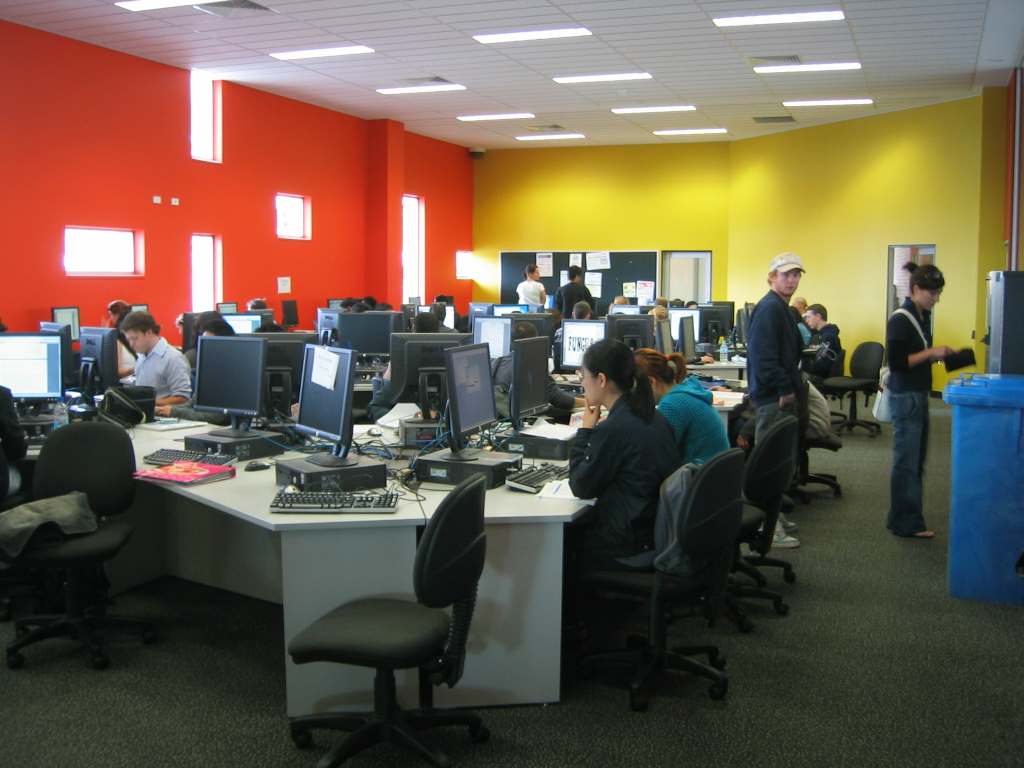